# Cleonaria taiwana
Cleonaria taiwana är en skalbaggsart som beskrevs av Hayashi 1984. Cleonaria taiwana ingår i släktet Cleonaria och familjen långhorningar.
Artens utbredningsområde är Taiwan. Inga underarter finns listade i Catalogue of Life.